# Curtara insueta
Curtara insueta är en insektsart som beskrevs av Delong 1983. Curtara insueta ingår i släktet Curtara och familjen dvärgstritar. Inga underarter finns listade i Catalogue of Life.